# Ralph Hills (Leichtathlet)
Ralph Hills (Ralph Gorman Hills; * 19. Januar 1902 in Washington, D.C.; † 20. September 1977 in Baltimore) war ein US-amerikanischer Kugelstoßer.
Bei den Olympischen Spielen 1924 in Paris gewann er Bronze.
1924 wurde er US-Meister, 1922 und 1924 US-Hallenmeister. Seine persönliche Bestleistung von 15,26 m stellte er am 23. Mai 1925 in Cambridge auf.